# Доманіжа
Доманіжа (словац. Domaniža) — село, громада округу Поважська Бистриця, Тренчинський край. Кадастрова площа громади — 26.06 км².
Населення 1621 особа (станом на 31 грудня 2021 року).

## Історія
Доманіжа згадується 1268 року.

## Населення
| Рік:            | 1994. | 2004.   | 2014.   | 2024.   |
| --------------- | ----- | ------- | ------- | ------- |
| Кількість осіб: | 1533  | 1487    | 1513    | 1644    |
| Різниця:        |       | -3,00 % | +1,74 % | +8,65 % |

| Рік:            | 2023. | 2024.   |
| --------------- | ----- | ------- |
| Кількість осіб: | 1638  | 1644    |
| Різниця:        |       | +0,36 % |